# Роберт Полєвка
Роберт Полєвка (словац. Róbert Polievka; 9 червня 1996, Крупіна) — словацький футболіст, нападник клубу МТК (Будапешт).
Виступав, зокрема, за клуби «Дукла», «ДАК 1904» та «Жиліна», а також національну збірну Словаччини.

## Клубна кар'єра
Народився 9 червня 1996 року в місті Крупіна.
У дорослому футболі дебютував 2014 року виступами за команду «Дукла», в якій провів один сезон, взявши участь у 24 матчах чемпіонату.  Більшість часу, проведеного у складі «Дукли», був основним гравцем атакувальної ланки команди.
Своєю грою за цю команду привернув увагу представників тренерського штабу клубу «ДАК 1904», до складу якого приєднався 2015 року. Відіграв за команду з міста Дунайска-Стреда наступні два сезони своєї ігрової кар'єри. Граючи у складі «ДАК 1904» також здебільшого виходив на поле в основному складі команди.
Протягом 2017 року захищав кольори клубу «Подбрезова».
У 2017 році уклав контракт з клубом «Жиліна», у складі якого провів наступні два роки своєї кар'єри гравця. 
До складу клубу «Дукла» приєднався 2019 року. Станом на 6 червня 2024 року відіграв за команду з Банської Бистриці 149 матчів в національному чемпіонаті.
З 2024 захищає кольори угорського клубу МТК (Будапешт).

## Виступи за збірні
У 2014 році дебютував у складі юнацької збірної Словаччини (U-19), загалом на юнацькому рівні взяв участь у 5 іграх, відзначившись одним забитим голом.
У 2015 році залучався до складу молодіжної збірної Словаччини. На молодіжному рівні зіграв в одному офіційному матчі.
У 2023 році дебютував в офіційних матчах у складі національної збірної Словаччини.
| Дата       | Місто          | Господарі            | Результат | Гості                | Турнір            | Голи | Примітки |
| ---------- | -------------- | -------------------- | --------- | -------------------- | ----------------- | ---- | -------- |
| 23-3-2023  | Трнава         | Словаччина           | 0 – 0     | Люксембург           | Відбір до ЧЄ 2024 | -    | 74'      |
| 26-3-2023  | Трнава         | Словаччина           | 2 – 0     | Боснія і Герцеговина | Відбір до ЧЄ 2024 | -    | 69'      |
| 17-6-2023  | Рейк'явік      | Ісландія             | 1 – 2     | Словаччина           | Відбір до ЧЄ 2024 | -    | 57'      |
| 20-6-2023  | Вадуц          | Ліхтенштейн          | 0 – 1     | Словаччина           | Відбір до ЧЄ 2024 | -    | 77'      |
| 8-9-2023   | Братислава     | Словаччина           | 0 – 1     | Португалія           | Відбір до ЧЄ 2024 | -    | 63'      |
| 13-10-2023 | Порту          | Португалія           | 3 – 2     | Словаччина           | Відбір до ЧЄ 2024 | -    | 65'      |
| 16-10-2023 | Люксембург     | Люксембург           | 0 – 1     | Словаччина           | Відбір до ЧЄ 2024 | -    | 63'      |
| 16-11-2023 | Братислава     | Словаччина           | 4 – 2     | Ісландія             | Відбір до ЧЄ 2024 | -    | 89'      |
| 19-11-2023 | Зениця         | Боснія і Герцеговина | 1 – 2     | Словаччина           | Відбір до ЧЄ 2024 | -    | 75'      |
| 5-6-2024   | Вінер-Нойштадт | Словаччина           | 4 – 0     | Сан-Марино           | товариський матч  | -    | 59'      |
| Усього     |                | Матчів               | 10        |                      | Голів             | 0    |          |

## Досягнення

### Індивідуальні
- Найкращий бомбардир Словацької Суперліги (1): 2023/24 (13 голів)